# Hypaspidius belti
Hypaspidius belti är en skalbaggsart som beskrevs av Bates 1888. Hypaspidius belti ingår i släktet Hypaspidius och familjen Rutelidae. Inga underarter finns listade i Catalogue of Life.